# Belinda Bencic
Belinda Bencic (tiếng Slovak: Belinda Benčičová, phát âm [ˈbɛlinda ˈbɛntʃitʃɔʋaː]; sinh ngày 10 tháng 3 năm 1997)  là một vận động viên quần vợt chuyên nghiệp người Thụy Sĩ. Cô có thứ hạng cao nhất trong sự nghiệp tại Hiệp hội Quần vợt Phụ nữ (WTA) là cao thứ 5 trên thế giới vào tháng 2 năm 2020. Bencic đã giành được năm danh hiệu đơn trong sự nghiệp bao gồm cả chiếc huy chương vàng nội dung đơn nữ môn quần vợt tại Olympic Tokyo 2020 và hai danh hiệu đôi WTA Tour.
Sinh ra ở Thụy Sĩ với cha mẹ là người Slovakia vào thời điểm mà tay vợt người Thụy Sĩ gốc Slovakia Martina Hingis là một trong những tay vợt giỏi nhất thế giới, Bencic bắt đầu chơi tennis từ khi hai tuổi. Cha cô đã sắp xếp cho cô được mẹ của Hingis và huấn luyện viên Melanie Molitor đào tạo hàng ngày từ khi 7 tuổi. Khi cô 16 tuổi, Bencic đã trở thành tay vợt nữ thiếu niên số 1 thế giới và giành được hai danh hiệu cho tay vợt trẻ đánh đơn Grand Slam tại Pháp mở rộng và Wimbledon. Trong các giải chuyên nghiệp, cô đã lọt vào top 100 ngay sau khi bước sang tuổi 17. Bước đột phá lớn đầu tiên của cô đến tại Mỹ mở rộng 2014, cô trở thành tay vợt vào tứ kết trẻ nhất kể từ Hingis năm 1997. Bencic đã giành được hai danh hiệu WTA đầu tiên của mình vào năm 2015, bao gồm Canada Open nơi cô đã đánh bại bốn trong số sáu tay vợt hàng đầu trên thế giới. Sau đó, cô đã lọt vào top 10 vào năm sau đó khi vẫn chỉ 18 tuổi.
Từ năm 2016 đến năm 2018, Bencic đã phải vật lộn với nhiều vấn đề chấn thương, đáng chú ý nhất là phải phẫu thuật cổ tay vào năm 2017 khiến cô phải nghỉ thi đấu 5 tháng và chứng kiến thứ hạng của cô tụt khỏi top 300. Tuy nhiên, cô đã hồi phục nhanh chóng và trở lại top 50 trong vòng một năm sau khi trở lại. Danh hiệu Premier 5 thứ hai của cô tại Giải vô địch quần vợt Dubai đã giúp cô leo trở lại top 20 năm 2019 và cô trở lại top 10 vào cuối năm đó sau khi lọt vào bán kết Grand Slam đầu tiên tại Giải Mỹ Mở rộng.